# クレイジーバルーン
- クレイジーバルーン
- クレージーバルーン

『クレイジーバルーン』（英: Crazy Balloon）は、タイトーが1980年に発売したアーケードゲーム。左右に揺れる風船を割らないように操作して、イバラで作られた迷路を突破する内容である。
本作は1980年4月に東京で開催されたタイトー主催の新作展で発表され、同時期にテーブル筐体およびアップライト筐体の形で発売された。

## ゲーム内容

### ゲーム概要
左右に揺れる風船をSTART地点からGOAL地点まで移動させるとステージクリア。道中はイバラによりコースが形成され、イバラに触れると風船がパンクし風船の持ち数が1つ減る。GOAL地点ではクリア時ボーナス点の表示がありステージ所要時間により20点ずつ減点され、いずれ0点になるがクリア時ボーナスが無くなる以外のペナルティは無い。風船持ち数4つが無くなるとゲームオーバー、10,000点でエクステンド（ともに標準設定時）。全48面。
操作パネルは当時一般的な垂直方向のものではなく、現在主流の水平方向のもの。操作系はレバーでなく、上下左右方向へそれぞれ4つのボタンで行う（複数押しによる斜め移動あり）。但し店舗所蔵基板によるリバイバル稼働時は、専用の操作パネルが用意出来ない為か、レバーにより稼働がなされるケースが多い。

### 登場キャラクター
当時のタイトーは、ブームの終わった『スペースインベーダー』のアーケードゲーム基板が大量に残っていたため、ほとんどのゲームがインベーダー基板の流用だったが、このゲームは流用でなく、独自の基板を使用していた。このため『インベーダー』のように動くとキャラの色が変わることはなく、それぞれのキャラに1つずつ固有の色がついている。
風船
プレイヤーキャラクターで、色は面パターンにより変化する。風船は常に左右に揺れているので、タイミングを計って移動させる必要がある。揺れは周回毎に速度が増すので難易度が上がる。
イバラ（茨）
アスタリスク記号（＊）に似たキャラクター。これに触れると風船はパンクする。イバラは全部で4色あり、ブルー（水色）10点、グリーン200点、ピンク300点、イエロー500点、イバラを1個通過する毎に色に応じたスコア加点がされる。通常はブルーが数多く配置されているが、通路が狭い等、通過のリスクが高いコース箇所に高得点のイバラが配置されている。イバラの色により通過の効果音が変化する。面が進むとイバラが動くステージが登場。動きは規則的だが、行きと帰りで動く早さが違うイバラもある。また、迷路全体が上下左右に規則的に移動するステージもあり、風船の揺れと重なって難易度が増す。
風
同じ場所に5秒以上止まると、風船の縦座標に合わせて人の横顔が出現し、吐息による風で風船を流しイバラに激突させようとする。面が進むと最初からコース上に出現している面もある。風船が割れると笑い、ゴールに入ると驚く顔をする。

### BGM
当時のテレビゲームにはBGMがあっても、常時流れ続けるものでなく、特定のシチュエーションで短時間流れるものばかりだった。このゲームもそれに該当し、使われたBGMは以下の通り。
- ステージ開始時に『おおスザンナ』より歌い出しの3, 4小節目が演奏される。画面中にイバラがランダムに埋め尽くされる。またコミカルさを狙い、わざと多少音痴にデータ化されている。
- 風船が割れたあとの再スタート時にオペラ『カルメン』組曲の転調部が2小節演奏される。なお、他のテレビゲームでは『ルート16』でパワーエサを取った時にやはり転調部が4小節演奏されるほか、後世のゲームでは『太鼓の達人』にも収録されている。
- ゴールに入った時の曲その1。
- ゴールに入った時の曲その2。中盤からこの曲になる。
- ゴールに入った時の曲その3。1や2よりテンポが早く、編曲が凝っている。

## 移植作品
| タイトル                                         | 発売日            | 対応機種                      | 開発元   | 発売元     | メディア         | 型式       | 備考                                                     |
| ------------------------------------------------ | ----------------- | ----------------------------- | -------- | ---------- | ---------------- | ---------- | -------------------------------------------------------- |
| SuperLite1500シリーズ ～クレージーバルーン2000～ | 2000年10月26日    | PlayStation                   | タイトー | サクセス   | CD-ROM           | SLPM 86660 |                                                          |
| タイトーメモリーズ 下巻                          | 2005年8月25日     | PlayStation 2                 | タイトー | タイトー   | DVD-ROM          | SLPM-66092 | アーケード版の移植                                       |
| タイトーメモリーズ ポケット                      | 2006年1月5日      | PlayStation Portable          | タイトー | タイトー   | UMD              | ULJM-05076 | アーケード版の移植                                       |
| アーケードアーカイブス クレイジーバルーン        | INT 2025年6月26日 | PlayStation 4 Nintendo Switch | タイトー | ハムスター | ダウンロード販売 | -          | - アーケード版の移植 - 『アーケードアーカイブス』の1作品 |

- PC-8001版 - 『I/O』誌（工学社刊）に投稿掲載、後にコムパックからテープ販売。グラフィック機能は使用されず、テキスト（罫線、記号キャラ）で描写。記述言語はBASICのみ、1面クリアするとゲームオーバーという簡素な作りで、MZ-80K/Cにも移植されている。後に著作権の関係からタイトルが問題となり、『ちくちくバルーン』と改名された。
- PC-8001版 - 九十九電機より発売。要増設メモリー。基本縦画面（のみ）。PC-8001のグラフィック機能で描写。テープロード時にキーコンフィグを画面を縦置きのものか、横置きのままのものか選択可。
- PC-6001版 - 電波新聞社より発売。イバラはキャラクタグラフィックだが、風船はアーケード版より小さいもののグラフィックで細かく動かしており、PC-8001版より一歩アーケード版に近い。
- PlayStation版 - 2000年10月26日、サクセスよりSuperLite1500シリーズ『クレージーバルーン2000』として発売。アレンジ版も収録。
- PlayStation 2版 - 2005年8月25日発売の『タイトーメモリーズ 下巻』に収録。
- PlayStation Portable版 - 2006年1月5日発売の『タイトーメモリーズ ポケット』に収録。アレンジ版も収録されており、こちらはイバラの代わりに宝石が配置されている。
- PlayStation 4・Nintendo Switch版 - 2025年6月26日にハムスターが展開する『アーケードアーカイブス』の1作品として『アーケードアーカイブス クレイジーバルーン』のタイトルで配信[2]。アーケード版の移植[2]。「こだわり設定」にて風船の破裂音の調整をする事ができる。